# Kaiserliches Kürassierregiment K 16 (1756)
Das Kürassierregiment K 16 wurde im Jahr 1682 als Kürassierregiment errichtet und 1768 aufgelöst.

## Inhaber
- 1682 Graf von Götz (auch Götze), († 1687, an seiner Verwundung bei Mohacz), Oberst
- 1687 Herzog Georg Christian von Holstein († 1691, in der Schlacht bei Slankamen), Generalmajor
- 1691 Prinz Charles Thomas de Lorraine-Vaudémont († 1704), Feldmarschall
- 1704 Graf Carl du Han, Graf von Martigny († 1721), General der Kavallerie
- 1721 Graf Julius von Veterani († 1736), General der Kavallerie
- 1737 Freiherr Ferdinand Heinrich von Stain zum Rechtenstein († 1738), Feldmarschall-Lieutenant
- 1738 Freiherr Johann Friedrich von Berlichingen († 1751), General der Kavallerie
- 1751 Freiherr Carl Franz von Gelhay († 1769) 1755 pensioniert, Feldmarschall-Lieutenant
- 1758 Marquis Karl de Ville († 1792), General der Kavallerie

## Gefechtskalender
Dieses Regiment nahm am Großen Türkenkrieg teil und kämpfte 1683 beim Entsatz von Wien, 1684 bei der ersten Belagerung von Ofen und 22. Juli 1684 auch im dortigen Gefecht. Im Jahr 1685 bei der Belagerung von Neuhäusel und 1686 bei der zweiten Belagerung von Ofen sowie im Feldzug gegen in Ober-Ungarn sowie im Gefecht bei Szegedin. Anschließend kämpfte es 1687 in der Schlacht bei Mohacz und dem Feldzug gegen Slavonien. 1688 war es bei der Blockade von Kanischa und 1689 im Gefecht bei Nissa und dem Feldzug gegen Kossowa. Im Jahr 1690 erlitt es im Gefecht bei Kaczianeck große Verluste, es hatte alle Rittmeister, 8 Lieutenants, alle Cornets und 450 Mann tot und verwundet verloren. Auch im folgenden Jahr gab es in der Schlacht bei Slankamen große Verluste, Prinz Holstein, 5 Offiziere und 74 Mann waren tot, der Oberstleutnant Grafen Morzin, 7 Offiziere und 131 Mann waren verwundet. Im Jahr 1693 nahm es an der Belagerung von Belgrad und dem Gefecht bei Martanos teil.
Im spanischen Erbfolgekrieg war es 1701 mit dem Prinzen Eugen nach Italien marschiert. Es hielt sich am 9. Juli 1702 tapfer im Gefecht bei Carpi sowie in der Schlacht bei Luzzara. Im Jahr 1704 kam es in den Piemont und kämpfte 1705 wider in der Schlacht bei Cassano. Im folgenden Jahr 1706 kämpfte es beim Entsatz von Turin und stand 1711 in der Lombardei.
Im Türkenkrieg war es 1716 in der Schlacht von Peterwardein und dann bei der Belagerung von Temesvar (1716). Während der Belagerung von Belgrad stand es im Korps des General Graf Martigni (seiner Zeit Inhaber des Regiments) jenseits der Save und war auch in der Schlacht von der Stadt.
In den Feldzügen der Jahre 1734 und 1735 im Polnischen Erbfolgekrieg kämpfte es in Italien; 1734 in den Schlachten bei Parma und Guastalla. In den Jahren von 1737 bis 1739 gehörte das Regiment dann zur Besatzung in der Toscana.
Im Österreichischen Erbfolgekrieg kämpfte es am 8. Februar 1743 in der Schlacht bei Campo Santo. Abschließend war es 1744 bei der Vorstoß nach Neapel und am 10. August 1745 beim Überfalle des feindlichen Lagers bei Veletri. Im Jahr 1746 kämpfte es in den Schlachten bei Piacenza und Rottofreddo sowie bei der Unternehmung in die Provence unter Generalmajor Graf O’Donnel. Nach dem Krieg stand es von 1753 bis 1754 als Besatzung in Wien.
Im Siebenjährigen Krieg kämpfte es mit Auszeichnung, im Jahr 1757 in den Schlachten bei Kolin, Breslau und Leuthen. Anschließend kämpfte es 1758 bei Hochkirch, später stand es dann in Sachsen. In den Jahren 1760 und 1761 war es bei der Reichsarmee, 1762 kämpfte es im Gefecht bei Döbeln.
Nach dem Krieg wurde das Regiment 1768 im Banat Temesvarer aufgelöst.

## Uniform
Im Jahr 1748 erhielt es weiße Röcke mit roten Aufschläge und gelben Knöpfen.